# Круглая башня (Выборг)
Круглая башня (фин. Pyöreä torni, швед. Runda tornet) — каменная артиллерийская башня рондельного типа, одна из двух сохранившихся боевых башен средневековой Выборгской крепости. Построена в 1547—1550 годах инженером-фортификатором Хансом (Гансом) Бергеном. Современный адрес: Рыночная площадь, дом 1. С 1976 года в башне открылся одноимённый ресторан, который действует по настоящее время.

## История

### Строительство
В 1470-х годах город, выросший на полуострове к востоку от Выборгского замка, был обнесён каменной стеной длиной около 2 км. Стена имела 10 башен. Одна из пяти башен восточного фронта защищала т. н. Скотопрогонные ворота, почему и получила название Карьяпортти (Скотопрогонная). Однако совершенствование артиллерии и методов борьбы с крепостями потребовало усиления обороны — по распоряжению Густава Вазы была построена приземистая мощная башня-рондель (такой тип башен был характерен для позднеготической фортификации), вынесенная перед фронтом городской стены на 17 м для ведения анфиладного артиллерийского огня (предполагалось, что таких башен будет две). В плане башня была несколько яйцевидной формы и имела в диаметре около 21 м с толщиной стен у основания с восточной стороны около 4 м, с западной — около 3 м. Круглую башню соединили со Скотопрогонной галереей из двух каменных стен толщиной 2-2,5 м с внутренним проездом (такой оборонительный узел именуется барбаканом).
В 1564 году по указанию короля Эрика XIV началось строительство бастионной крепости, которая охватила новые районы города, лежащие к востоку. За необычный вид угловых бастионов крепость получила название Рогатой. Круглая башня была включена в новую оборонительную систему — куртина подходила к ней со стороны нынешнего рынка и поворачивала в направлении, параллельном нынешнему проспекту Ленина. Неофициально башню-соседку Скотопрогонной называли Бараньей тюрьмой (безнадзорный скот помещался представителями власти в башню и возвращался горожанам только по уплате штрафа).

### Утрата военного назначения
В 1609 году в этой башне был подписан «Выборгский трактат» представителями короля Карла IX и царя Василия Шуйского о военной помощи, которую Швеция обязалась оказать России в войне с поляками (в обмен на крепость Корела).
После взятия Выборга русской армией в 1710 году башня, названная Петербургской, оказалась в тылу обороны и постепенно утратила своё военное значение. Её стали использовать как арсенал; кроме того, в ней взимали пошлину с приезжих.
Когда в 1861 году крепостные стены и бастионы по новому градостроительному плану были срыты, Круглая башня оказалась на краю сформированной Рыночной площади. В разное время башня использовалась как склад, хранилище взрывчатых веществ и даже тюрьма. Официально башня называлась Петровской, однако получило известность и другое название «Толстая Катерина». Её неоднократно предлагали снести, но в 1922 году благодаря усилиям тогдашнего главного архитектора Выборга Уно Ульберга здание было приспособлено под помещения общественного назначения, в том числе и для заседаний Технического клуба, в котором собиралась техническая интеллигенция Выборга.
На первом этаже устроили вестибюль и служебные помещения, на втором — Серебряный зал для заседаний (с коваными светильниками и посеребрёнными люстрами), библиотеку и малый Ренессансный зал. На третьем этаже открыли большой Ренессансный зал — главный зал ресторана «Круглая башня», украшенный росписью на исторические темы, от основания замка до взятия города в 1710 году Петром I с описаниями сюжетов на финском, шведском и латинском языках. Серия сюжетов заканчивалась крылатой латинской фразой «Per aspera ad astra» («Через тернии к звездам»). Лестницы, стены и потолки были обшиты деревянными панелями из сосны с острова Валаам. Посетителей обслуживали официантки, одетые в костюмы периода барокко.
Назначение башни снова изменилось вследствие Советско-финских войн (1939—1944). В 1940 году, после перехода Выборга в состав СССР, советскими властями было принято решение передать помещения башни краеведческому музею, однако на следующий год финские военные, вернувшиеся в Выборг в ходе Великой Отечественной войны, организовали в Круглой башне своеобразную полевую кухню. Иногда в башне проводил собрания и Выборгский муниципалитет, оставшийся без помещения.

### Современность
В послевоенное время советские власти устроили в башне аптечный склад. Позже Круглая башня была передана городскому тресту общественного питания. Архитектором-художником В. В. Дмитриевым в 1972 году был разработан проект реставрации, включающий воссоздание настенных росписей Ренессансного зала, дополненных описанием на русском языке, и с 1976 года в башне открылся кафе-ресторан. На третьем этаже остался зал ресторана, а на втором разместился банкетный зал (восстановление библиотеки и Серебряного зала проектом реставрации не предусматривалось).
Ресторан «Круглая башня» действует и в настоящее время.

## Изображения

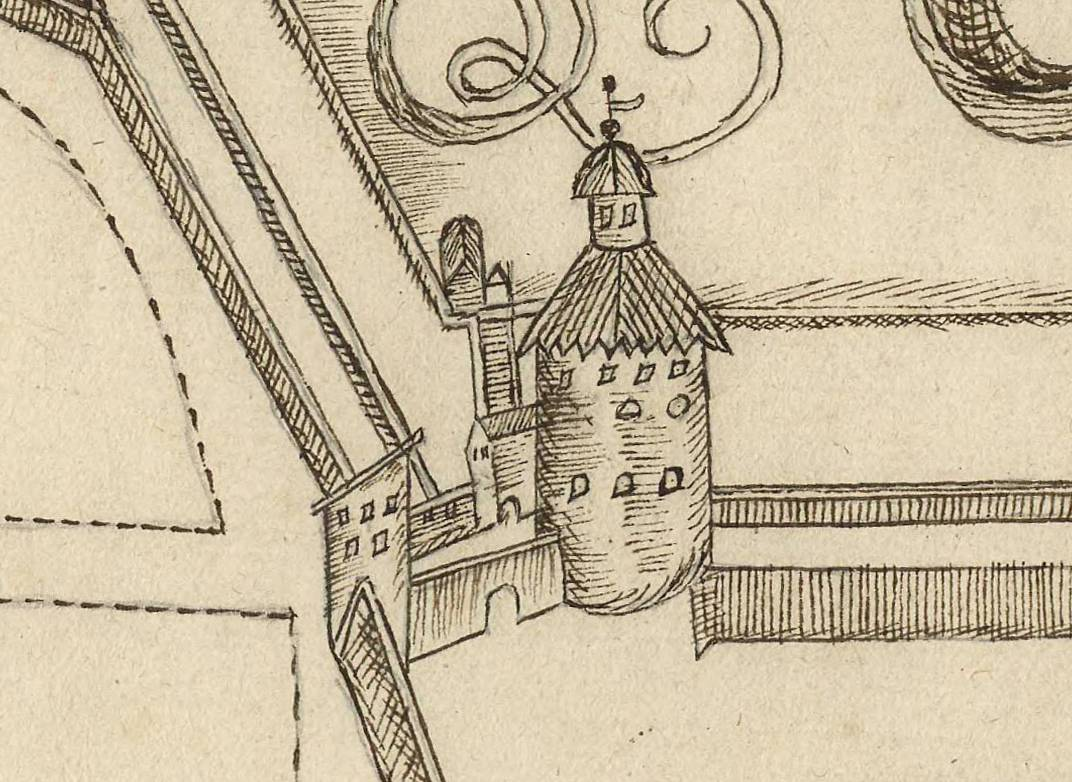
Барбакан на плане Выборга 1644 года
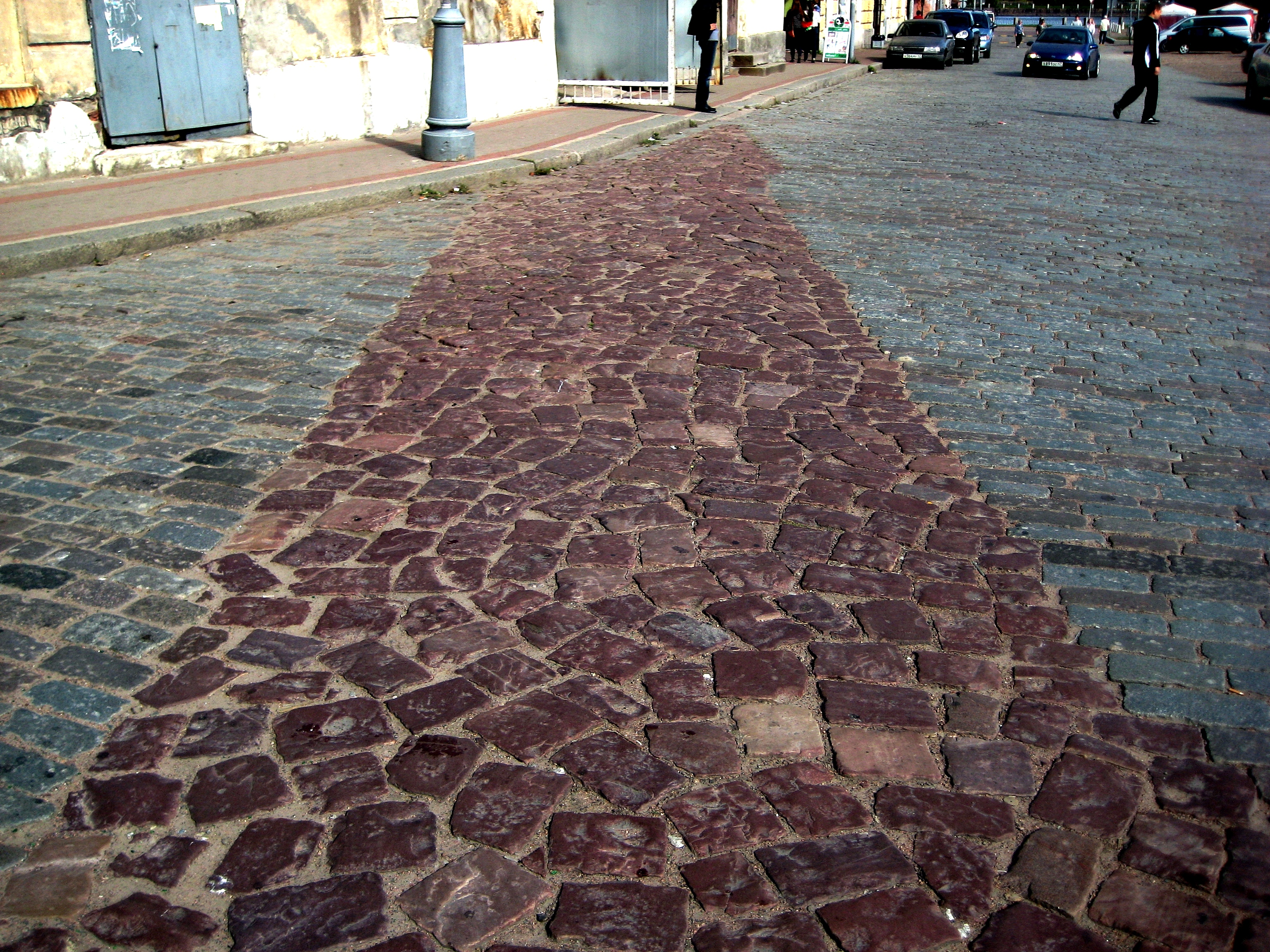
Обозначение срытых стен барбакана
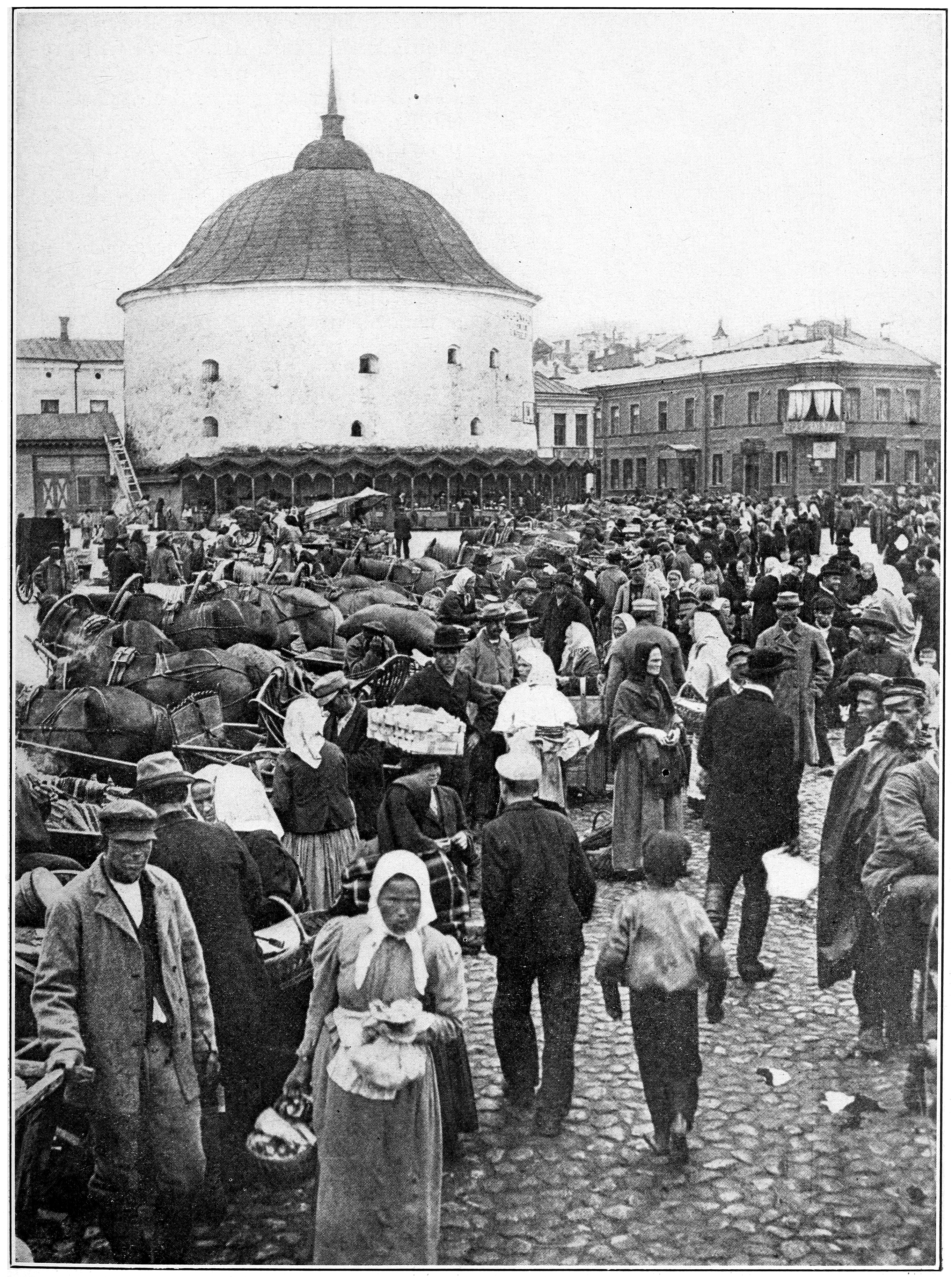
Торговля у стен башни в 1905 году
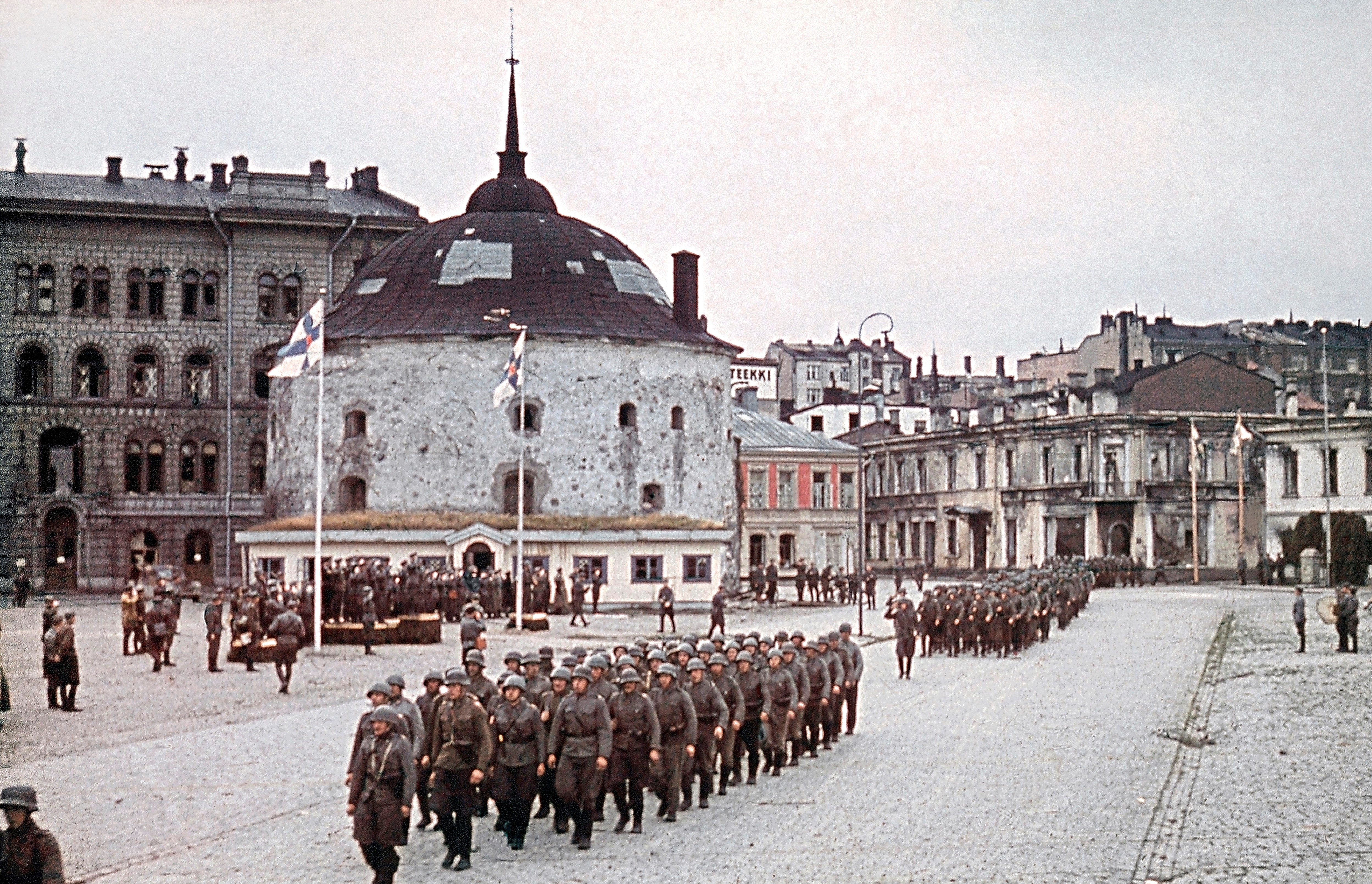
Финские войска на Рыночной площади в 1941 году
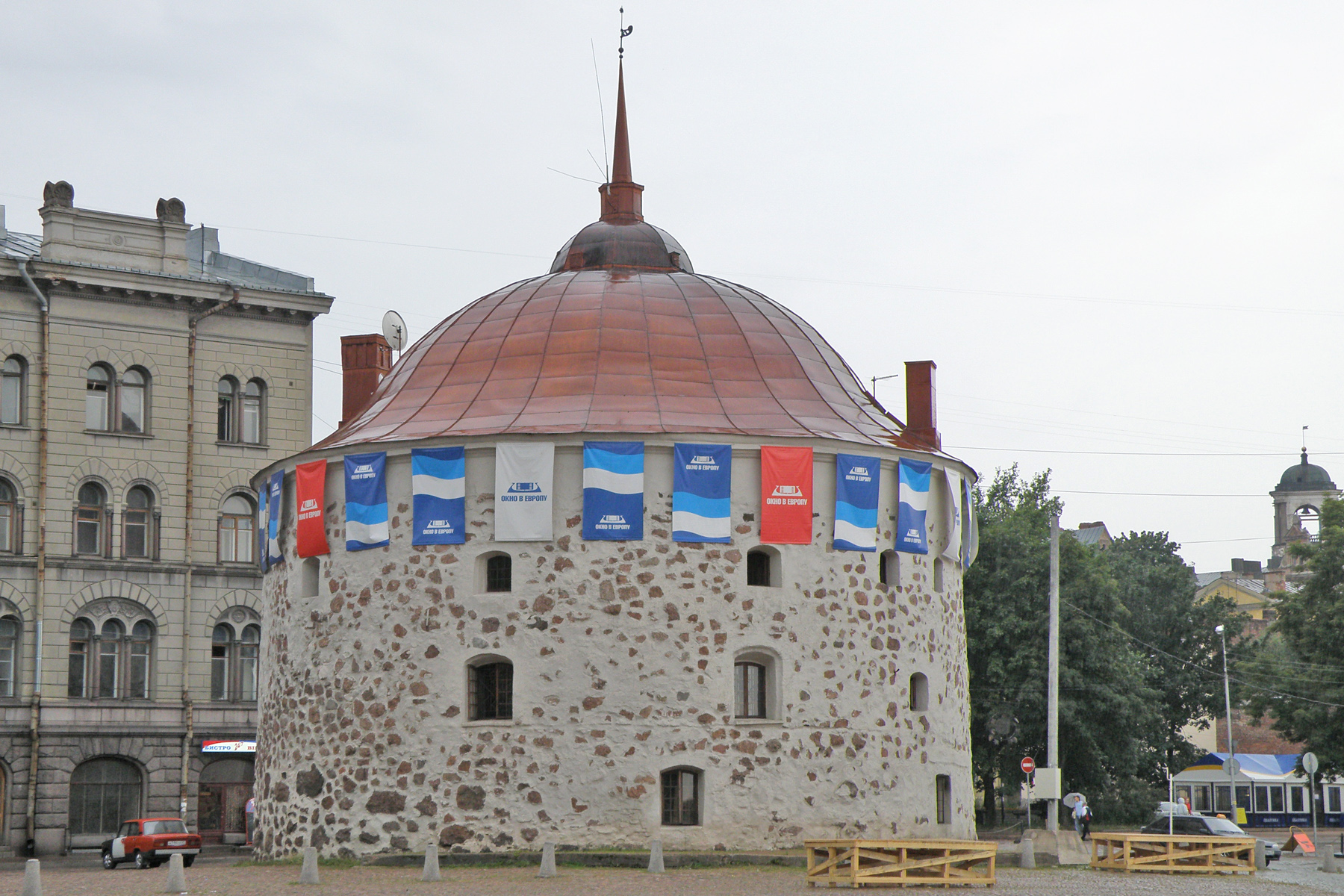
Во время кинофестиваля «Окно в Европу» (2008)
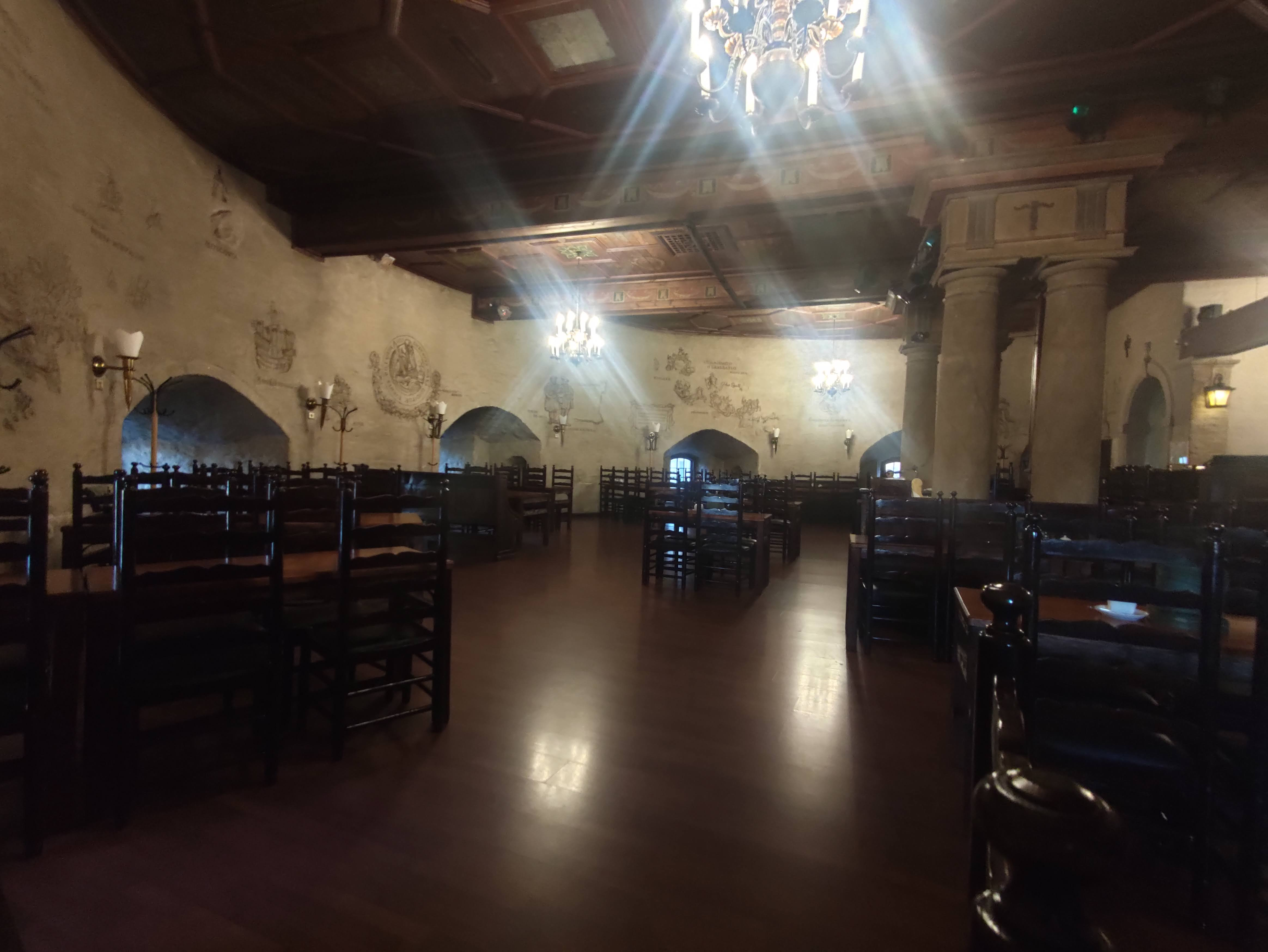
Интерьер ресторана
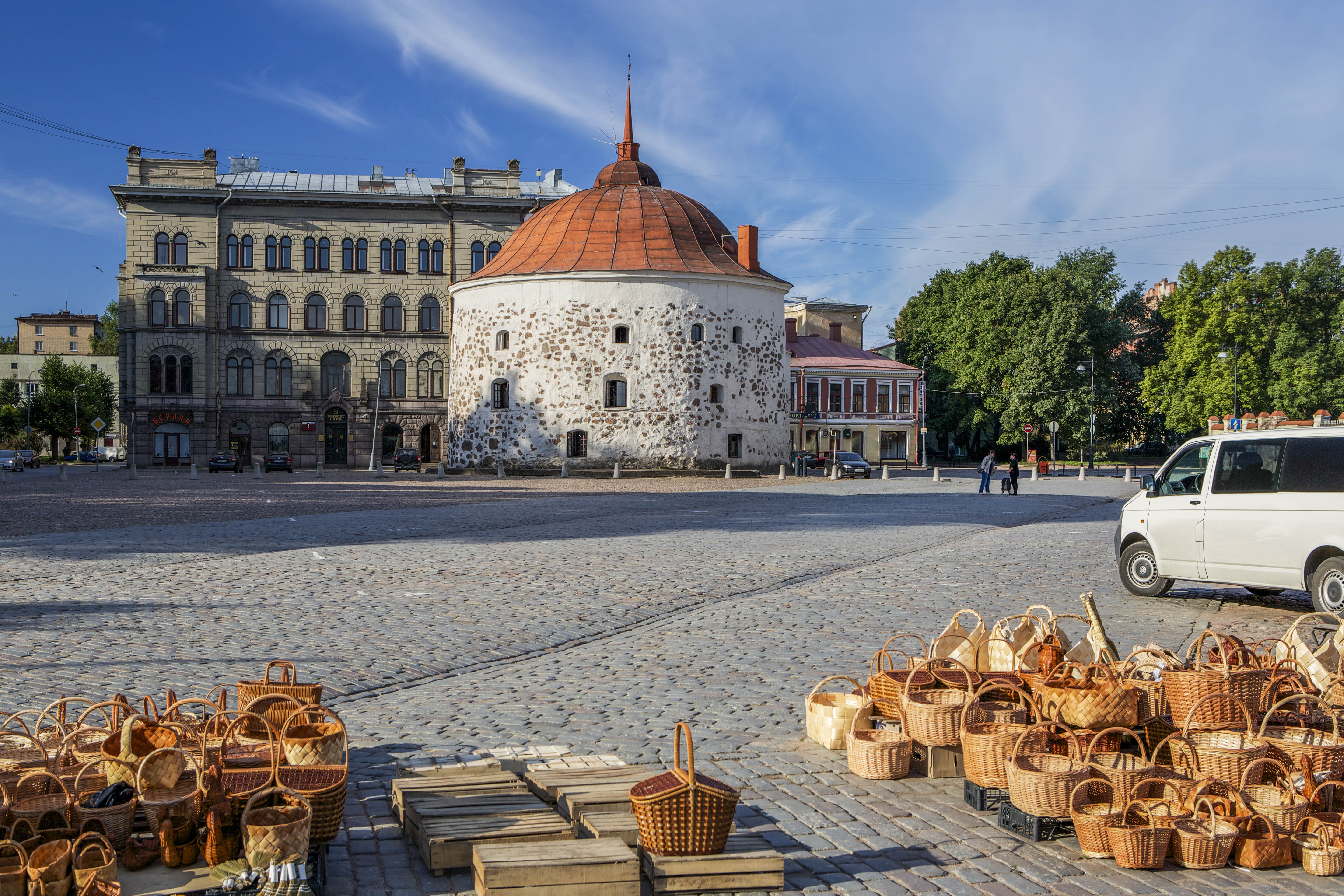
Вид с северной стороны Рыночной площади